# Demas Barnes
Demas Barnes (ur. 4 kwietnia 1827 w Gorham, zm. 1 maja 1888 w Nowym Jorku) – amerykański polityk, członek Partii Demokratycznej.

## Działalność polityczna
W okresie od 4 marca 1867 do 3 marca 1869 przez jedną kadencję był przedstawicielem 2. okręgu wyborczego w stanie Nowy Jork w Izbie Reprezentantów Stanów Zjednoczonych.